# LIAZ

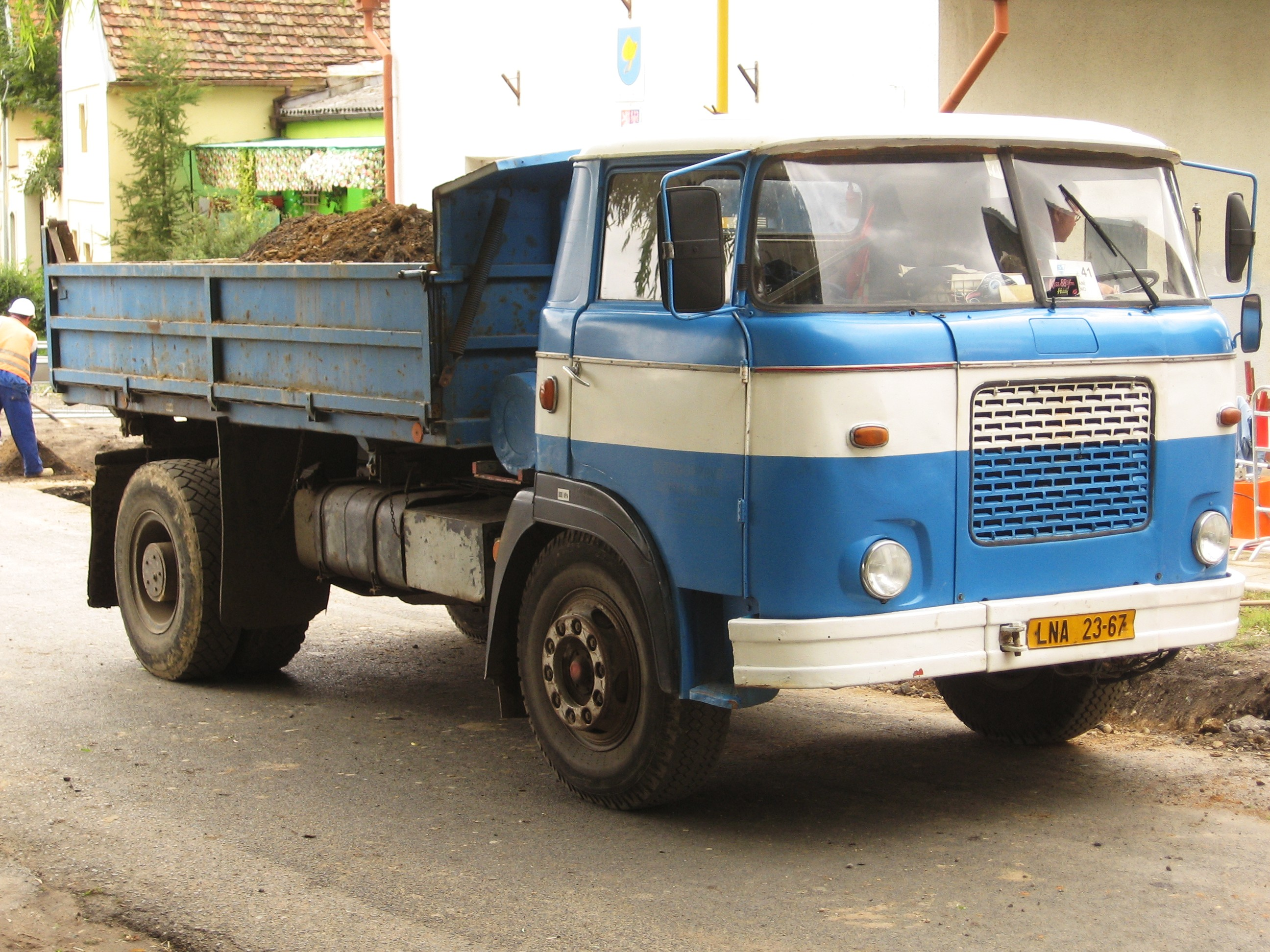
il LIAZ MT - una delle serie di maggior successo

La LIAZ, acronimo di Liberecké automobilové závody (in italiano: Fabbrica di automobili di Liberec) era una fabbrica ceca di autocarri, autobus e mezzi speciali con sede a Jablonci nad Nisou.

## Storia
È stata fondata come marchio autonomo nel 1951, nell'ambito del programma ceco di ristrutturazione del settore costruzione dei mezzi di trasporto, ma già nel 1907 la fabbrica funzionava sotto il nome di Reichenberger Automobilfabrik (RAF). Nel 1975 la società contava 11.000 dipendenti e 13.600 mezzi prodotti.
La LIAZ partecipò anche a molti rally, tra i quali la Parigi-Dakar. Dopo il crollo del comunismo avvenne una privatizzazione, terminata nel 1995. La società cambiò il nome in Škoda Liaz a.s. nella Škoda Holding, ma entrò subito in crisi.
Nel 2000 la società slovacca Sipox Holding comprò la LIAZ, ma quest'ultima andò in bancarotta nel 2002. Successivamente la società TEDOM TRUCK e Martin Macík entrano nel controllo della fabbrica e know-how, producendo ancora autocarri. Il marchio LIAZ rimane proprietà della AP Trust, parte del gruppo Škoda Holding.

## Mezzi prodotti

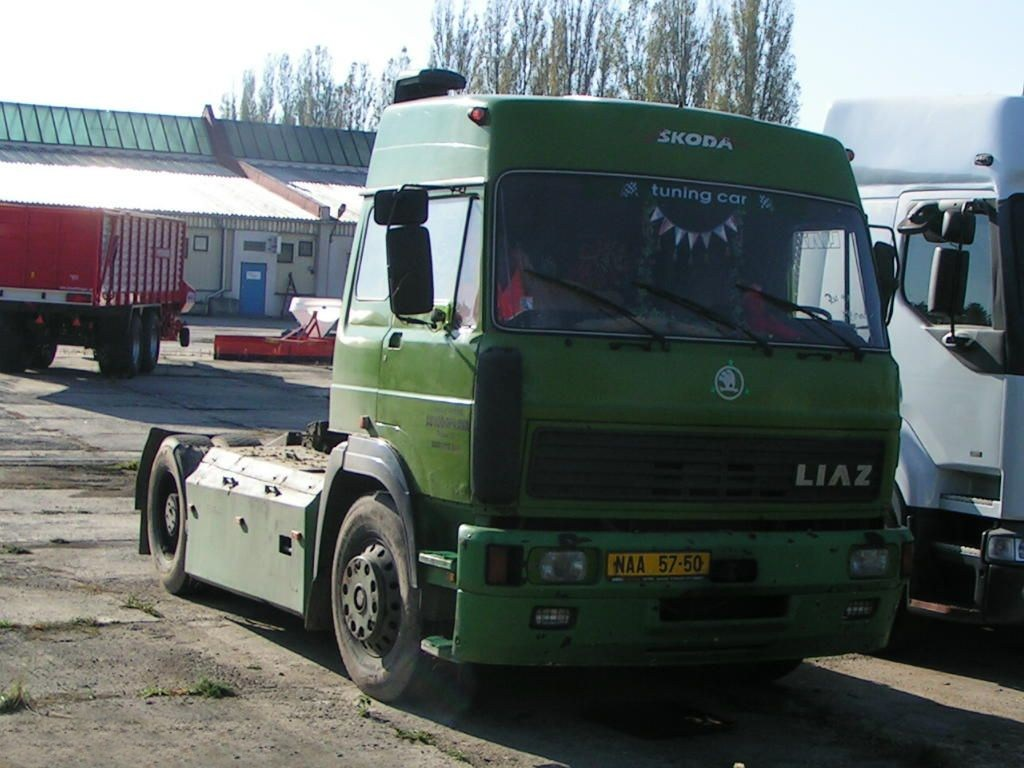
LIAZ 100

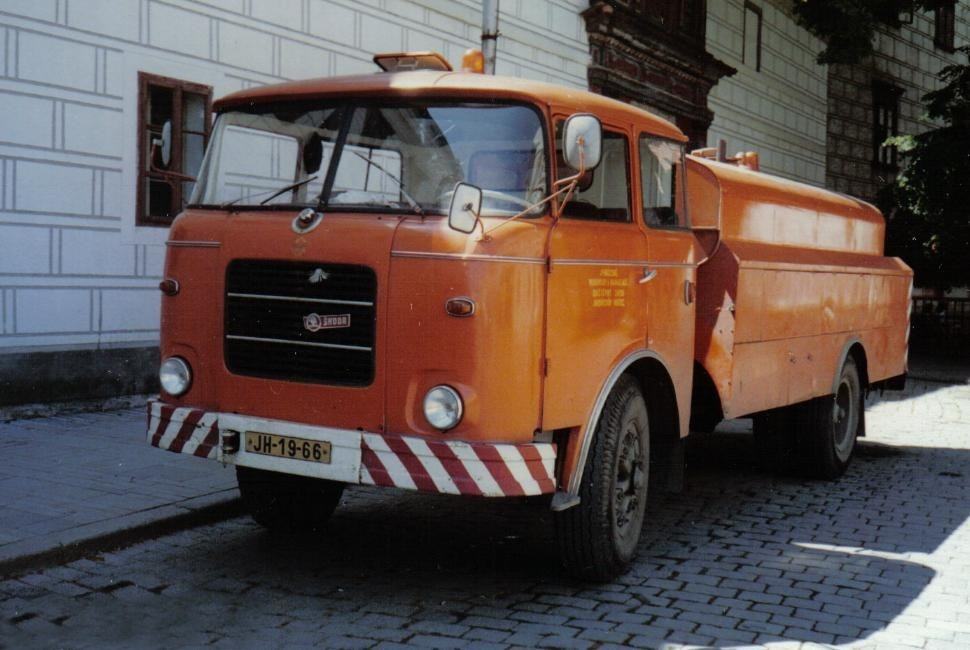
LIAZ - Škoda 706 RT

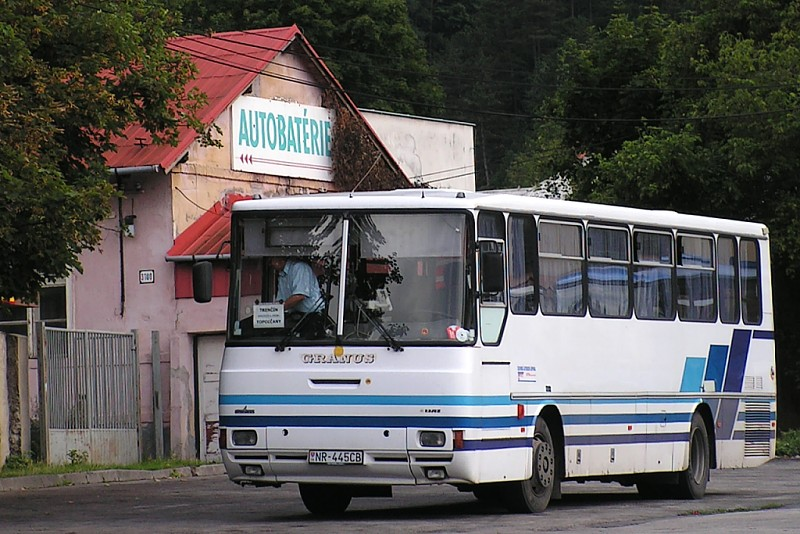
LIAZ - Autosan H10

- Škoda 706 R
- Škoda 706 RT
- Řada RT
- Řada MT
- Řada 100
- Řada 200
- Řada 300
- Řada S
- Řada FZ
- LIAZ 40.33 SC 8x4
- LIAZ 100
- LIAZ 055
- LIAZ H10
- Řada 400 Xena
- Řada 400 Fox
- TEDOM-D 19.32
- TEDOM-G 19.29
- TEDOM-D 33.45